# Miłosna górska
Miłosna górska (Adenostyles alliariae) – gatunek roślin z rodziny astrowatych. Występuje w górach środkowej, południowej i wschodniej Europy oraz w Azji Mniejszej. W Polsce rośnie w wyższych górach (Karpaty z Tatrami i Bieszczadami oraz Sudety).
Zawdzięcza swoją nazwę sercowatemu kształtowi dużych liści oraz faktowi, że rośnie w górach. Jedna z najwyższych roślin karpackich ziołorośli wysokogórskich i jedna z bardziej charakterystycznych roślin tatrzańskich.

## Morfologia

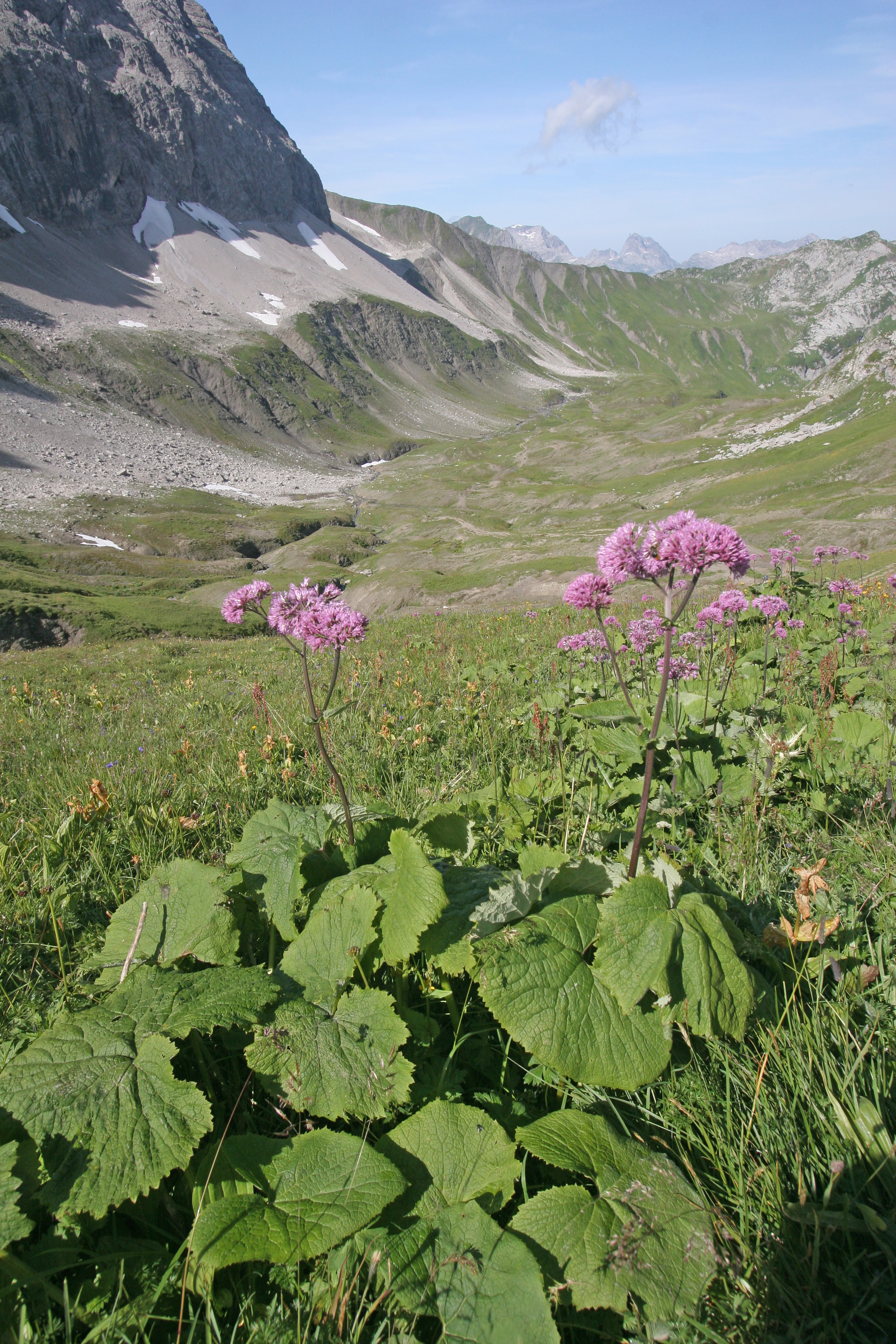
Pokrój

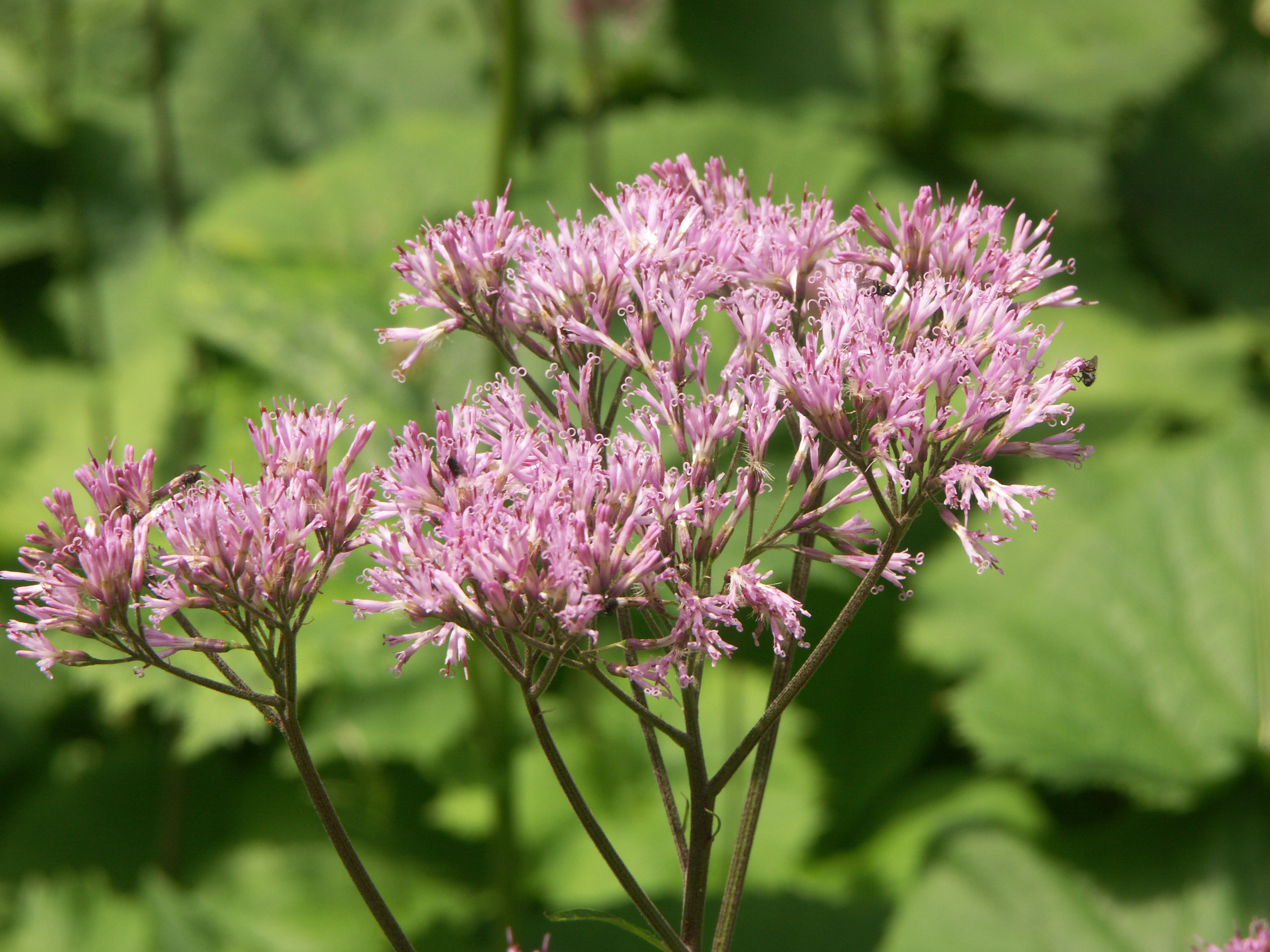
Kwiatostan

ŁodygaPod ziemią w postaci walcowatego, prążkowanego i zgrubiałego w rozgałęzieniach kłącza. Nad ziemią łodyga tęga, prosto wzniesiona o wysokości 0,5–1,5 m, rzadko do 2 m. Jest omszona i bruzdowana.
LiścieLiście odziomkowe na długim ogonku, bardzo duże, o kształcie trójkątnie nerkowatym. Wyrastające naprzemianlegle liście łodygowe mają krótkie ogonki. Górne liście łodygowe o uszkowatych nasadach i zaostrzonym końcu. Wszystkie liście nieco owłosione, z góry zielone, spodem szarokutnerowate. Wyższe liście coraz mniejsze. Wszystkie są wyraźnie, gęsto i siatkowato użyłkowane.
KwiatyKwiatostan złożony, składający się z drobnych koszyczków zebranych w baldachokształtne kwiatostany. Okrywa koszyczków składa się z 3–4 lancetowatych, zielonofioletowych listków. W koszyczkach znajdują się najczęściej tylko 3-4 obupłciowe kwiaty o długości 10–12 mm. Korona jest 5-ząbkowa, z ząbkami do 1/3 jej długości, koloru bladoróżowego, rzadko białego. Kielich w postaci włosków puchu kielichowego. Długa szyjka słupka z dwoma nitkowatymi znamionami wystaje wysoko ponad koroną. Otoczona jest zrośniętymi w rurkę i niższymi od niej pręcikami.
OwoceLiczne niełupki o długości 3 mm z puchem kielichowym w postaci 2–3 szeregów brudnobiałych i szorstkich włosków.

## Biologia i ekologia
RozwójBylina kwitnąca w lipcu i sierpniu, w niższych położeniach wcześniej, w wyższych później. W słoneczne dni odwiedzana jest przez liczne owady, które zwabia swoim wielkim kwiatostanem i zapachem, jej głębokie kwiaty zapylić mogą jednak tylko motyle o długich trąbkach. Roślina wiatrosiewna. Owoce dojrzewają w sierpniu.
SiedliskoRośnie w glebach próchnicznych i wilgotnych; nad potokami górskimi, w żlebach i zagłębieniach na stokach, w ziołoroślach, w kosówce, w świetlistych miejscach w lesie, na halach górskich, zarówno na podłożu wapiennym, jak i granitowym. W górach, od regla dolnego aż po piętro halne, z głównym obszarem występowania w piętrze kosówki. Dochodzi do wysokości 2350 m n.p.m.
FitosocjologiaGatunek charakterystyczny dla klasy (Cl.) Adenostylion i Ass. Adenostyletum alliariae.
Zmienność
Gatunek zróżnicowany na dwa podgatunki:
- Adenostyles alliariae subsp. alliariae
- Adenostyles alliariae subsp. orientalis (Boiss.) Greuter